# Uravakonda
Uravakonda is een census town in het district Anantapur van de Indiase staat Andhra Pradesh. 

## Demografie
Volgens de Indiase volkstelling van 2001 wonen er 31865 mensen in Uravakonda, waarvan 51% mannelijk en 49% vrouwelijk is. De plaats heeft een alfabetiseringsgraad van 61%. 